# Павленківська сільська рада (Лебединський район)
Павле́нківська сільська́ ра́да — колишній орган місцевого самоврядування в Лебединському районі Сумської області. Адміністративний центр — село Павленкове.

## Загальні відомості
- Населення ради: 471 особа (станом на 2001 рік)

## Історія
До 19 лютого 1986 року сільрада називалась Підопригорівська, до цього — Павленківська.

## Населені пункти
Сільській раді підпорядковані населені пункти:
- с. Павленкове
- с. Бойки
- с. Букати
- с. Дігтярі
- с. Мартинці
- с. Марусенкове
- с. Слобода

## Склад ради
Рада складається з 12 депутатів та голови.
- Голова ради: Каплін Сергій Григорович
- Секретар ради: Попов Юрій Анатолійович

### Керівний склад попередніх скликань
| Прізвище, ім'я, по батькові | Основні відомості                                                         | Дата обрання | Дата звільнення |
| --------------------------- | ------------------------------------------------------------------------- | ------------ | --------------- |
| Вакула Анатолій Васильович  | Сільський голова, 1949 року народження, безпартійний                      | 26.03.2006   | 27.04.2009      |
| Каплін Сергій Григорович    | Сільський голова, 1971 року народження, освіта вища, член Партії регіонів | 31.10.2010   |                 |

Примітка: таблиця складена за даними сайту Верховної Ради України